# Base de loisirs de l'Île Charlemagne - Parc de Loire
Cet article concerne la base de loisirs. Pour l'île Charlemagne, voir Île Charlemagne.
La base de loisirs de l'Île Charlemagne - Parc de Loire est une base de plein air et de loisirs française située à Saint-Jean-le-Blanc dans le département du Loiret en région Centre-Val de Loire.
Le site est administré par la Ville d'Orléans.

## Géographie
La base de loisirs de l'Île Charlemagne s'étend sur 70 hectares sur la rive gauche de la Loire, sur le territoire de la commune de Saint-Jean-le-Blanc, dans l'est de l'agglomération orléanaise, à environ 97 mètres d'altitude.
Son caractère insulaire est dû à la présence d'un bras de la Loire qui oblige les usagers à franchir une passerelle pour rejoindre la base de loisirs depuis la route ou le parking.
L'accès au site est libre et gratuit. En transport en commun, l'arrêt Île Charlemagne de la ligne de bus saisonnière IC des transports de l'agglomération orléanaise dessert la base de loisirs depuis la levée de la Chevauchée.
La base de loisirs est traversée par l'itinéraire cyclotouristique de La Loire à Vélo qui constitue une partie de la véloroute EuroVelo 6.

## Histoire
Après avoir été partagée entre les communes d'Orléans et de Saint-Jean-de-Braye en 1790 sous la Révolution française, l'île Charlemagne est rattachée à la commune de Saint-Jean-le-Blanc par la loi datée du 19 juin 1911.
Dès la fin du XIXe siècle, l'île est utilisée pour les loisirs.
En 1975, la municipalité d'Orléans rachète l'île et décide de convertir le site en base de loisirs en 1979 ou en 1983 selon les sources,.
Des travaux importants de plantations, de nivellement et de désensablement du bras de la Loire définissant l'île sont réalisés en 1982.
Après un an et demi de travaux réalisés en 1985 et 1986, la base de loisirs de l'Île Charlemagne est inaugurée le 15 juin 1987.
Une école de voile est construite en 1987 et 1988.
Un club d'équitation est créé en 1995, il est consacré aux poneys.
Le 29 mai 2009, l'île Charlemagne reçoit le label environnemental Pavillon Bleu d'Europe.
En mai 2017, le site accueille le championnat de France de voile radiocommandée.

## Description
Cet espace permet des activités de plein air et nautiques (dont la baignade) sur son plan d'eau principal. Il est constitué de quatre étangs, dont le plus grand a une surface de 29 ha.

### Activités aquatiques et nautiques
Deux zones de baignades sont aménagées : la première plage est longue d'environ 150 mètres et la seconde, de 200 mètres. Elles sont ouvertes et surveillées de mai à septembre, de 12 h à 20 h. Chacune comporte un petit « bain » (1,5 mètre de profondeur maximum) et un grand « bain » (à la profondeur variable).
Il est également possible de pratiquer les activités suivantes : voile, planche à voile, canoë-kayak, dériveur, catamaran, pêche ou modélisme.

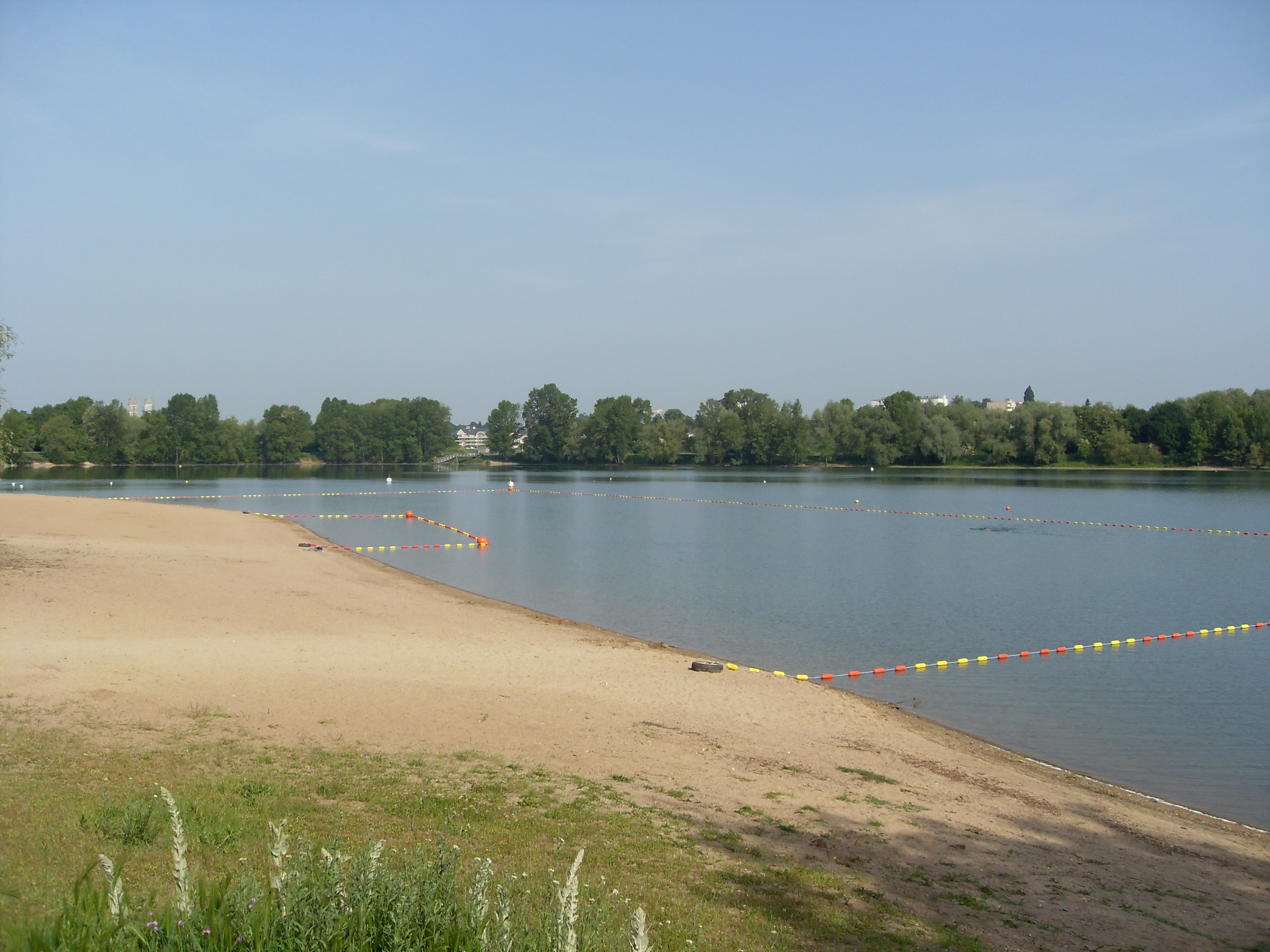
Zones de baignade.
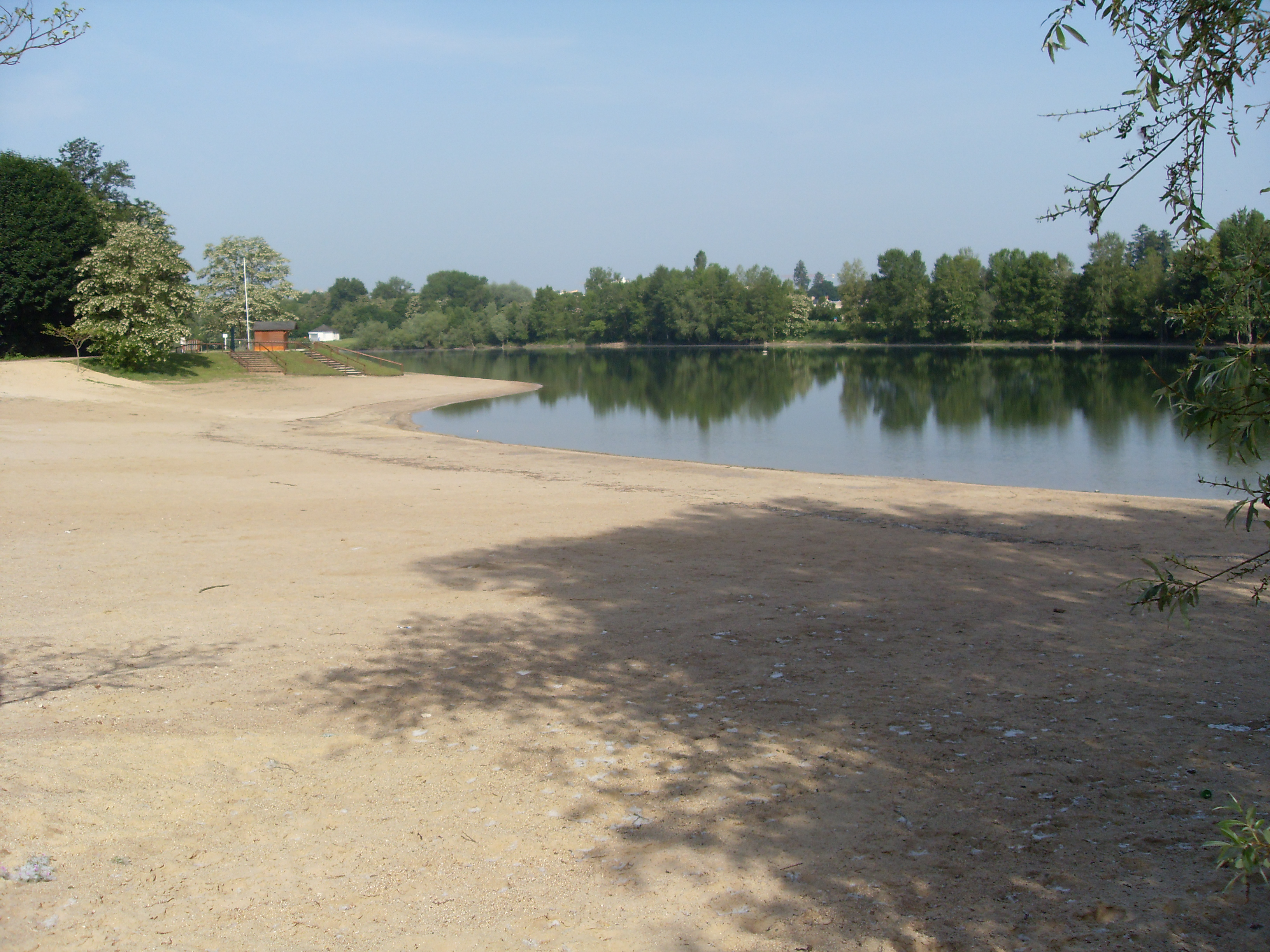
Seconde plage.
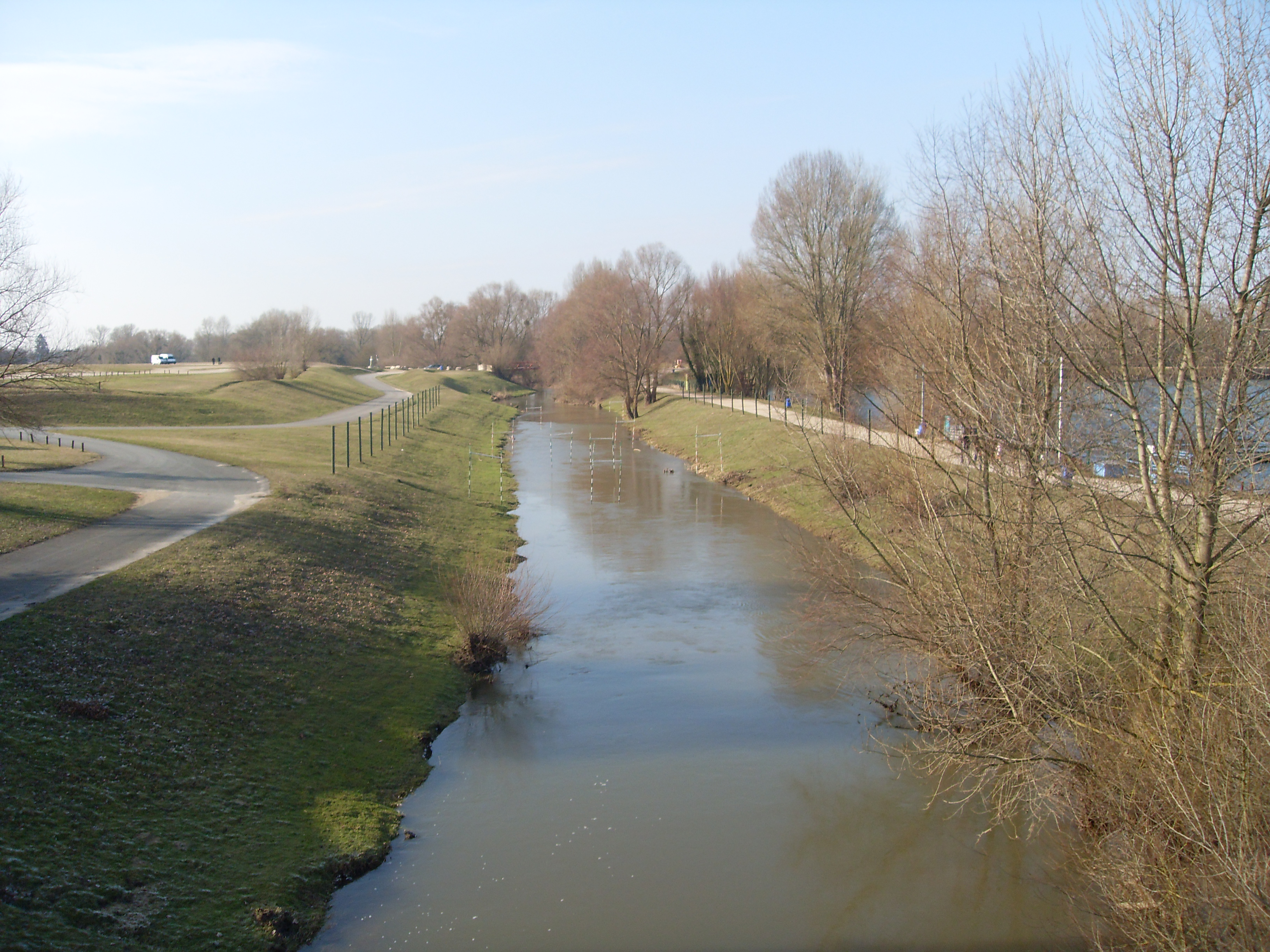
Parcours de canoë.

### Autres activités
- Parcours VTT ;
- Promenade, jogging ;
- Promenade à poney ;

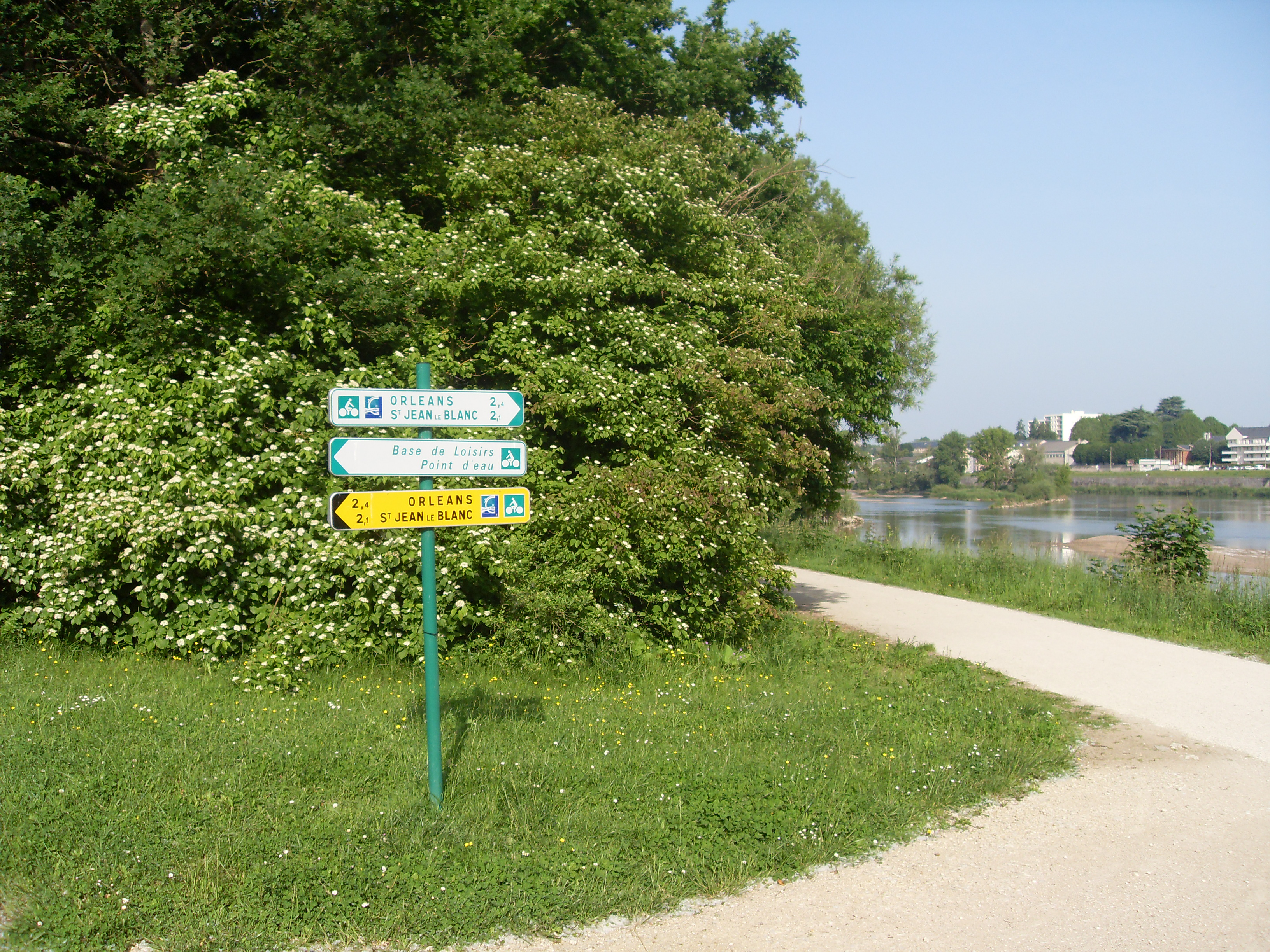
Panneau indiquant le parcours de La Loire à Vélo, avec en arrière-plan la Loire.

- Léo Parc Aventure : parcours aventure en forêt, Paintball, ouvert en juin 2009[8] ;
- Jeux de plein air : activités de plage, basket-ball, handball, volley-ball, mini terrain de football, badminton, ping-pong, terrains de pétanque, cerf-volant, aires de jeux pour enfants.

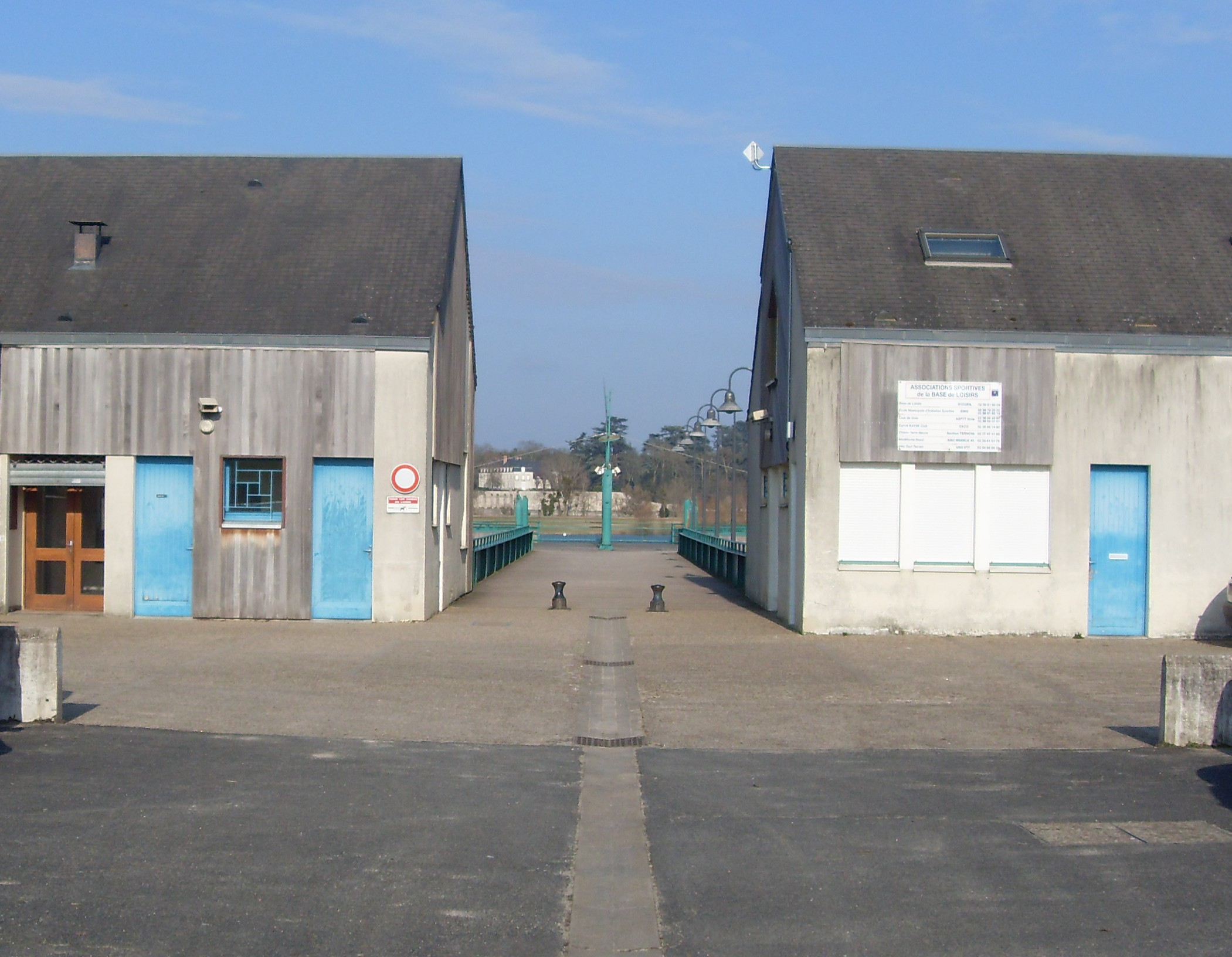
Entrée.
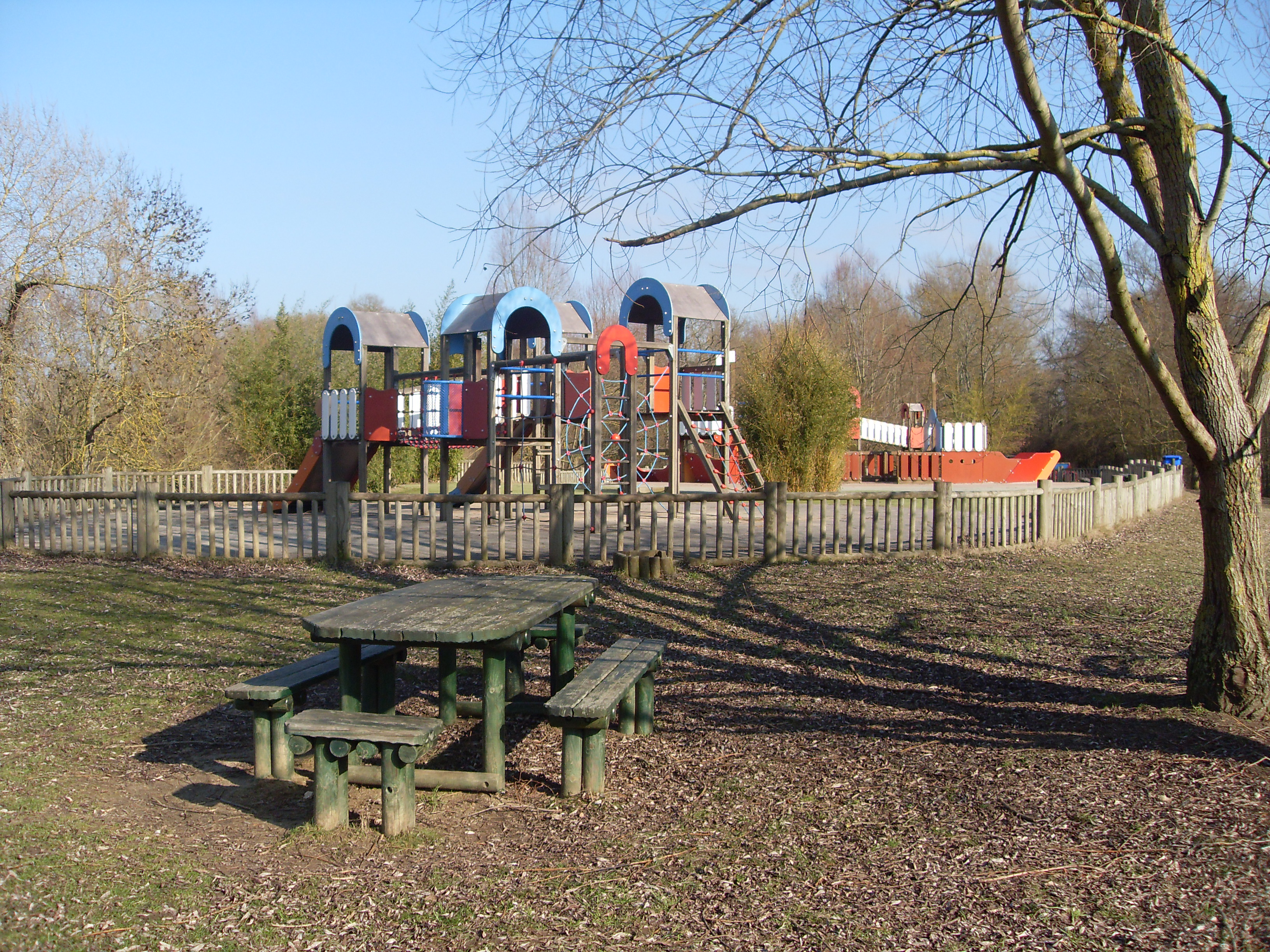
Jeux pour enfants.
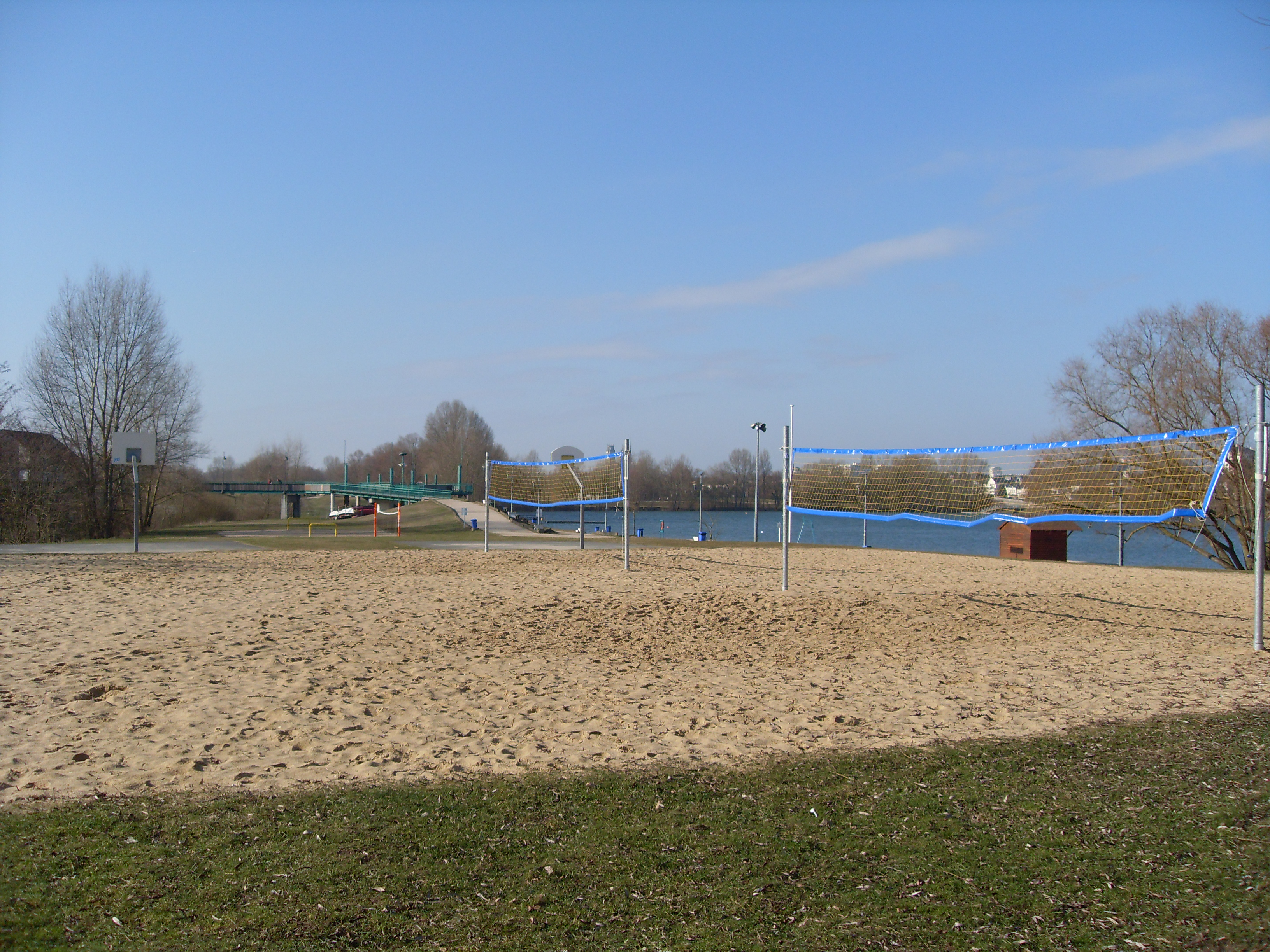
Terrains de beach volley.

La base de Loisirs accueille régulièrement des évènements de plein air, comme les fêtes johanniques d'Orléans ou le triathlon.

### Restauration
Des aires de pique-nique sont disponibles, ainsi que deux buvettes (lors de la période estivale).